# Abraham Myerson

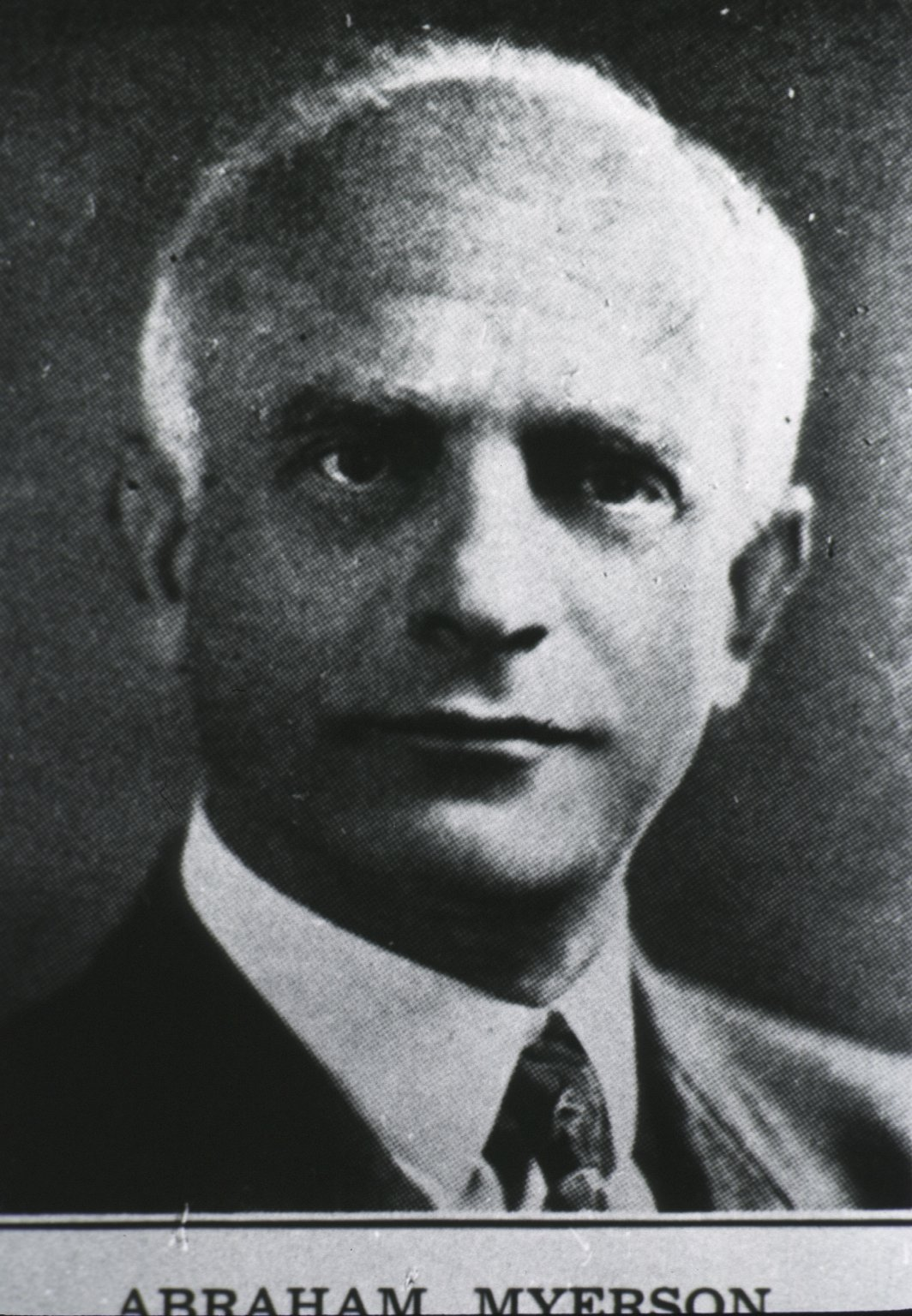

Abraham Myerson (* 23. November 1881 in Jonava; † 3. September 1948) war ein amerikanischer Psychiater und Neurologe litauisch-jüdischer Herkunft (Litwak).

## Leben
Aus Litauen emigrierte er als fünfjähriges Kind in die USA. 1908 absolvierte er die Medizinschule Tufts. Von 1911 bis 1912 hatte er ein Praktikum im Alexian-Brothers-Krankenhaus in St. Louis und von 1912 bis 1913 am Krankenhaus für Psychopathologie in Boston. Ab 1913 arbeitete er als Direktor im Krankenhaus Trenton und ab 1917 im Krankenhaus Boston. Von 1934 bis 1945 war er Professor für Psychiatrie an der Harvard University.

## Werke (Auswahl)
- Social psychology. Prentice-Hall, 1934
- The terrible Jews. The Jewish advocate Pub. Co., 1922
- The psychology of mental disorders. The Macmillan Company, 1927
- When life loses its zest. Little, Brown, 1925
- The Nervous Housewife
- Foundations of Personality
- Inheritance of Mental Diseases
- When Life Loses Its Zest
- Psychology of Mental Disorders
- Eugenical Sterilization